# Idioma edo
El edo (también llamado bini) es una lengua Volta-Níger hablada en el Estado Edo, Nigeria. Cuenta aproximadamente con 1,641,670 de hablantes.
El edo es la principal forma de un grupo de lenguas y dialectos, generalmente designado bajo el nombre de lenguas "edoides". Las variantes de esta forma principal son generalmente suficientemente homogéneas como para ser mutuamente inteligibles.
Es la lengua del grupo étnico Edo, distribuido en la región suroeste de Nigeria y Benín. El edo fue la lengua del imperio de Benín.

## Distribución
La mayor parte de los hablantes de edo se encuentran en el Edo, en Nigeria, Sin embargo, hay edohablantes en otras regiones de ese país; como consecuencia de las migraciones, también hay personas que hablan el idioma en Reino Unido, Estados Unidos y Canadá.
Es considerado una lengua franca y algunos filólogos sostienen que es un importante elemento del criollo del golfo de Guinea, junto con el portugués y lenguas bantúes.

## Fonología
El edo cuenta con 7 vocales, 17 consonantes simples y 8 consonantes dobles.